# Alto de la Rápita
El Alto de la Rápita (en catalán y oficialmente Dalt Sa Ràpita), también conocida como Son Catlar de Arriba (o Son Catlar de Dalt), es una localidad y pedanía española perteneciente al municipio de Campos, en la parte meridional de Mallorca, comunidad autónoma de las Islas Baleares. Anexo a esta localidad se encuentra el núcleo de La Rápita, y un poco más alejados están El Paraíso, El Estañol, Las Covetas y La Sorda.

## Historia
Las obras de la urbanización comenzaron en el año 1997 promovidas por la sociedad Kühn Und Partner en unos terrenos situados en la parte alta de La Rápita, localidad de la que depende en la mayoría de servicios. Se asienta en la zona de la histórica posesión de Son Catlar.

## Demografía
Según el Instituto Nacional de Estadística de España, en el año 2019 el Alto de la Rápita contaba con 98 habitantes censados, lo que representa el 0,9% de la población total del municipio.

### Evolución de la población
| Gráfica de evolución demográfica de Alto de la Rápita entre 2009 y 2019 |
|                                                                         |
| Datos según el nomenclátor publicado por el INE.                        |

## Comunicaciones
Algunas distancias entre el Alto de la Rápita y otras ciudades:
| Ciudades          | Distancia (km) |
| ----------------- | -------------- |
| Campos            | 12             |
| Manacor           | 38             |
| Palma de Mallorca | 42             |